# Ивановичи (Пулинский район)
Ива́новичи (укр. Івановичі) — село на Украине, основано в 1618 году, находится в Пулинском районе Житомирской области.
Код КОАТУУ — 1825481801. Население по переписи 2001 года составляет 1219 человек. Почтовый индекс — 12040. Телефонный код — 4131. Занимает площадь 4,03 км².

## Адрес местного совета
12040, Житомирская область, Пулинский р-н, с. Ивановичи, ул. Ленина, 31